# Trichacoides nikolskayae
Trichacoides nikolskayae är en stekelart som beskrevs av Mikhail Vasilievich Kozlov 1989. Trichacoides nikolskayae ingår i släktet Trichacoides och familjen gallmyggesteklar. Inga underarter finns listade i Catalogue of Life.